# Mistrzostwa Polski w Szachach 1998
Mistrzostwa Polski w Szachach 1998 – turnieje szachowe, rozegrane w 1998 r. w Książu (mężczyźni), Sopocie (kobiety) i Warszawie (dogrywka mężczyzn), mające na celu wyłonienie 55. mistrza Polski mężczyzn oraz 50. mistrzynię Polski kobiet. Oba turnieje rozegrano systemem kołowym z udziałem 14 zawodników i 14 zawodniczek. 
Złote medale zdobyli: Tomasz Markowski (2. raz w karierze) i Joanna Dworakowska (2. raz w karierze).

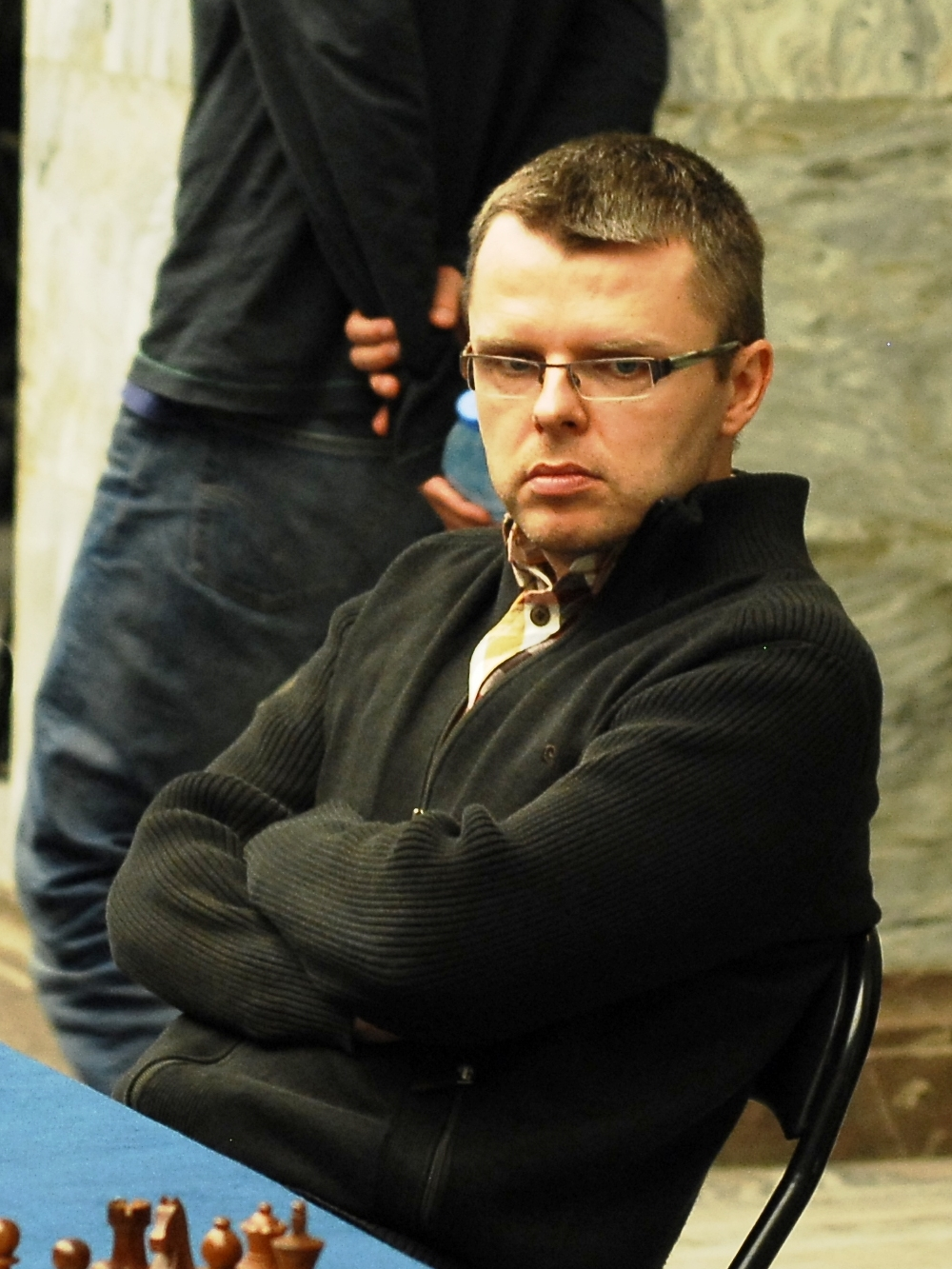
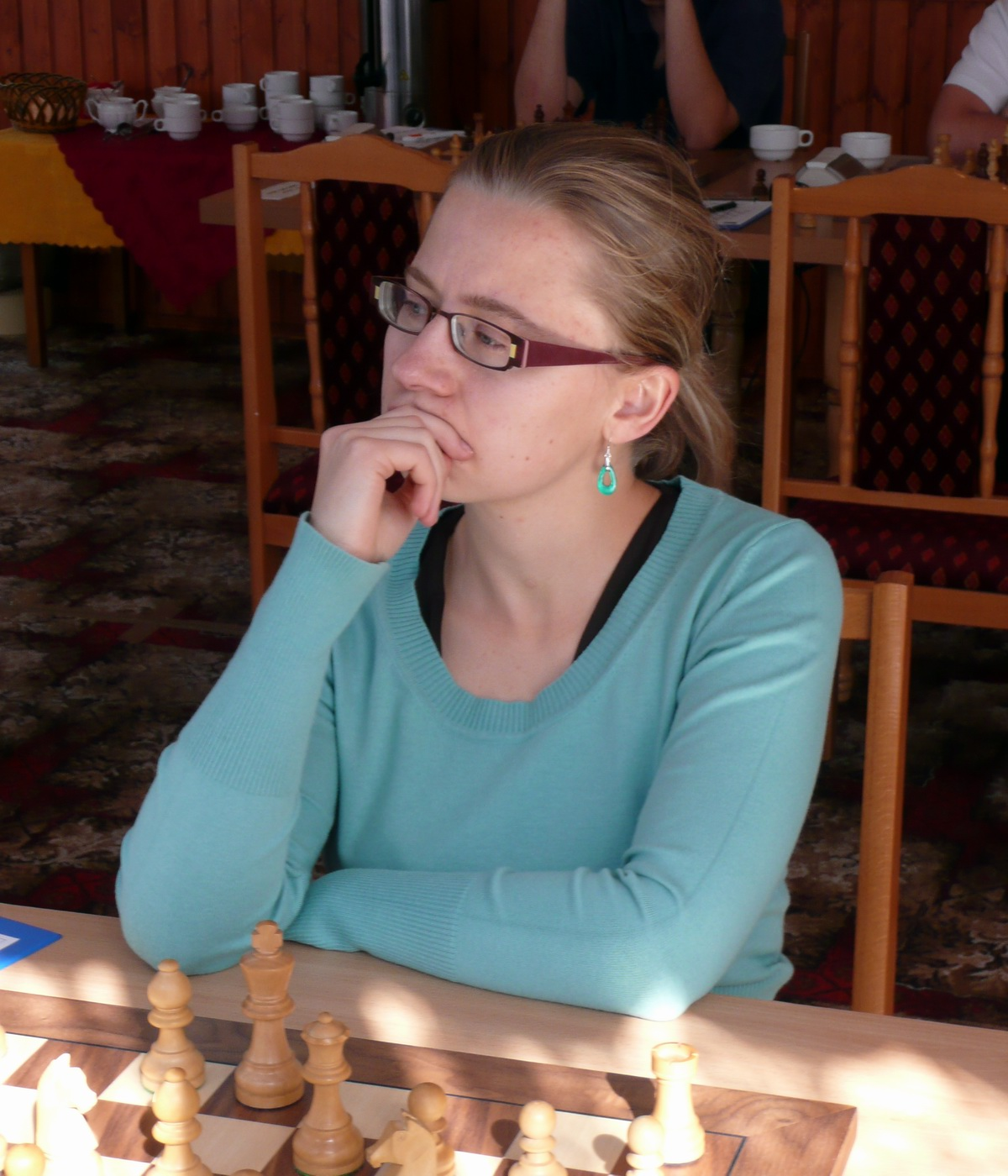

## Wyniki 55. Mistrzostw Polski Mężczyzn
Książ, 12 – 26 marca 1998
| Miejsce | Zawodnicy                   | Ranking | 1 | 2 | 3 | 4 | 5 | 6 | 7 | 8 | 9 | 10 | 11 | 12 | 13 | 14 | Razem | Berger |
| ------- | --------------------------- | ------- | - | - | - | - | - | - | - | - | - | -- | -- | -- | -- | -- | ----- | ------ |
| 1 – 2   | Tomasz Markowski            | 2505    |   | 1 | 0 | 1 | ½ | ½ | 0 | ½ | ½ | ½  | 1  | 1  | 1  | 1  | 8½    | 50,50  |
| 1 – 2   | Bartłomiej Macieja          | 2485    | 0 |   | 0 | 1 | ½ | 1 | 1 | ½ | ½ | 1  | ½  | ½  | 1  | 1  | 8½    | 50,50  |
| brąz    | Robert Kempiński            | 2520    | 1 | 1 |   | 0 | 0 | ½ | ½ | ½ | 1 | ½  | 1  | 1  | ½  | ½  | 8     |        |
| 4       | Michał Sośnicki             | 2385    | 0 | 0 | 1 |   | ½ | ½ | ½ | ½ | ½ | ½  | ½  | 1  | 1  | 1  | 7½    |        |
| 5       | Klaudiusz Urban             | 2480    | ½ | ½ | 1 | ½ |   | 0 | ½ | ½ | ½ | ½  | ½  | ½  | ½  | 1  | 7     | 44,00  |
| 6       | Mirosław Grabarczyk         | 2505    | ½ | 0 | ½ | ½ | 1 |   | 1 | ½ | ½ | ½  | ½  | 0  | ½  | 1  | 7     | 43,75  |
| 7       | Jacek Gdański               | 2520    | 1 | 0 | ½ | ½ | ½ | 0 |   | ½ | ½ | ½  | 1  | 1  | ½  | ½  | 7     | 43,75  |
| 8       | Marcin Kamiński (szachista) | 2535    | ½ | ½ | ½ | ½ | ½ | ½ | ½ |   | 0 | ½  | ½  | 1  | 1  | ½  | 7     | 43,25  |
| 9       | Witalis Sapis               | 2375    | ½ | ½ | 0 | ½ | ½ | ½ | ½ | 1 |   | ½  | ½  | ½  | ½  | ½  | 6½    | 41,75  |
| 10      | Robert Kuczyński            | 2485    | ½ | 0 | ½ | ½ | ½ | ½ | ½ | ½ | ½ |    | 0  | ½  | 1  | 1  | 6½    | 38,75  |
| 11      | Bogdan Grabarczyk           | 2425    | 0 | ½ | 0 | ½ | ½ | ½ | 0 | ½ | ½ | 1  |    | 0  | ½  | 1  | 5½    |        |
| 12      | Ryszard Palus               | 2385    | 0 | ½ | 0 | 0 | ½ | 1 | 0 | 0 | ½ | ½  | 1  |    | 0  | 1  | 5     |        |
| 13      | Łukasz Cyborowski           | 2425    | 0 | 0 | ½ | 0 | ½ | ½ | ½ | 0 | ½ | 0  | ½  | 1  |    | 0  | 4     |        |
| 14      | Aleksander Hnydiuk          | 2355    | 0 | 0 | ½ | 0 | 0 | 0 | ½ | ½ | ½ | 0  | 0  | 0  | 1  |    | 3     |        |

### Dogrywka
Warszawa, 11 – 14 lipca 1998
| Miejsce | Zawodnicy          | Ranking | R1 | R2 | R3 | R4 | Razem |
| ------- | ------------------ | ------- | -- | -- | -- | -- | ----- |
| złoto   | Tomasz Markowski   | 2525    | 1  | ½  | ½  | ½  | 2½    |
| srebro  | Bartłomiej Macieja | 2490    | 0  | ½  | ½  | ½  | 1½    |

## Wyniki 50. Mistrzostw Polski Kobiet
Sopot, 14 – 27 marca 1998
| Miejsce | Zawodniczki          | Ranking | 1 | 2 | 3 | 4 | 5 | 6 | 7 | 8 | 9 | 10 | 11 | 12 | 13 | 14 | Razem | Berger |
| ------- | -------------------- | ------- | - | - | - | - | - | - | - | - | - | -- | -- | -- | -- | -- | ----- | ------ |
| złoto   | Joanna Dworakowska   | 2355    |   | 0 | ½ | ½ | 1 | 1 | 1 | 1 | 1 | 1  | ½  | 1  | ½  | 1  | 10    |        |
| srebro  | Monika Bobrowska     | 2320    | 1 |   | ½ | 1 | 1 | ½ | 1 | 0 | ½ | 1  | 0  | 1  | 1  | 1  | 9½    | 60,75  |
| brąz    | Marta Zielińska      | 2350    | ½ | ½ |   | ½ | ½ | ½ | 1 | 1 | ½ | ½  | 1  | 1  | 1  | 1  | 9½    | 54,50  |
| 4       | Iweta Radziewicz     | 2420    | ½ | 0 | ½ |   | ½ | 1 | 1 | 1 | ½ | ½  | 1  | ½  | ½  | 1  | 8½    | 49,25  |
| 5       | Magdalena Kludacz    | 2180    | 0 | 0 | ½ | ½ |   | ½ | ½ | 1 | 1 | 1  | 1  | ½  | 1  | 1  | 8½    | 45,25  |
| 6       | Renata Henc          | 2155    | 0 | ½ | ½ | 0 | ½ |   | 1 | ½ | 1 | ½  | 0  | 0  | 1  | 1  | 6½    | 37,75  |
| 7       | Krystyna Dąbrowska   | 2330    | 0 | 0 | 0 | 0 | ½ | 0 |   | ½ | 1 | ½  | 1  | 1  | 1  | 1  | 6½    | 30,75  |
| 8       | Dorota Iwaniuk       | 2190    | 0 | 1 | 0 | 0 | 0 | ½ | ½ |   | 1 | ½  | ½  | 0  | ½  | 1  | 5½    | 31,00  |
| 9       | Magdalena Zawadzka   | 2050    | 0 | ½ | ½ | ½ | 0 | 0 | 0 | 0 |   | 1  | 1  | 0  | 1  | 1  | 5½    | 30,25  |
| 10      | Barbara Grabarska    | 2245    | 0 | 0 | ½ | ½ | 0 | ½ | ½ | ½ | 0 |    | ½  | 1  | ½  | 1  | 5½    | 29,50  |
| 11      | Jolanta Krynicka     | 2160    | ½ | 1 | 0 | 0 | 0 | 1 | 0 | ½ | 0 | ½  |    | ½  | ½  | 0  | 4½    | 30,75  |
| 12      | Anna Łukasiewicz     | 2150    | 0 | 0 | 0 | ½ | ½ | 1 | 0 | 1 | 1 | 0  | ½  |    | 0  | 0  | 4½    | 28,25  |
| 13      | Anna Kucypera        | 2140    | ½ | 0 | 0 | ½ | 0 | 0 | 0 | ½ | 0 | ½  | ½  | 1  |    | ½  | 4     |        |
| 14      | Karolina Szymanowska | 2100    | 0 | 0 | 0 | 0 | 0 | 0 | 0 | 0 | 0 | 0  | 1  | 1  | ½  |    | 2½    |        |